# Gyna pomposa
Gyna pomposa är en kackerlacksart som beskrevs av Brunner von Wattenwyl 1865. Gyna pomposa ingår i släktet Gyna och familjen jättekackerlackor. Inga underarter finns listade i Catalogue of Life.